# À l'ouest, rien de nouveau (film, 2022)
Pour les articles homonymes, voir À l'ouest, rien de nouveau.
Pour plus de détails, voir Fiche technique et Distribution.
À l'ouest, rien de nouveau (Im Westen nichts Neues) est un film germano-américano-britannique réalisé par Edward Berger, sorti en 2022.
Il s'agit de l'adaptation du roman du même nom d'Erich Maria Remarque, publié en 1929, et de la troisième adaptation du roman de l'auteur, après celle de Lewis Milestone (1930) et le téléfilm de Delbert Mann (1979).
En août 2022, le film est présenté par l'Allemagne pour l'Oscar du meilleur film international en prévision de la 95e cérémonie des Oscars.
Nommé neuf fois lors la 95e cérémonie des Oscars en mars 2023, le film remporte quatre récompenses dont l’Oscar du meilleur film international, étant le deuxième film le plus récompensé de la soirée. La première adaptation du roman avait déjà été oscarisée en 1930.

## Synopsis
En mai 1917, durant la Première Guerre mondiale, le jeune Paul Bäumer, tout juste âgé de 17 ans, s'engage dans l'armée allemande. Tout comme ses amis Albert Kropp, Ludwig Behm et Frantz Müller qui l'accompagnent, Paul est plein d'enthousiasme, d'orgueil et de patriotisme. Mais en arrivant sur le front de l'Ouest, près de La Malmaison, en pleine bataille du Chemin des Dames, les jeunes Allemands découvrent la réalité de la guerre : celle de l'horreur qui règne dans les tranchées, loin de l'aventure héroïque qu'on leur avait promise au pays.
Paul se lie d'amitié avec Stanislaus Katczinsky, un soldat plus âgé et aguerri, qui lui transmet des connaissances utiles pour survivre dans les tranchées.
Dix-huit mois plus tard, en novembre 1918, Paul a survécu et se trouve sur le front de l' Aisne, et participe à l'Offensive des Cent-Jours à Eguisac mais il n'est plus que l'ombre de lui-même. Lui et Katczinsky volent parfois des volailles et des œufs chez un fermier local pour se nourrir.
L'état-major et une partie de la classe politique allemande savent que la guerre est perdue. Une délégation comprenant Matthias Erzberger, un homme politique social-démocrate[Quoi ?] haï par l'establishment militaire prussien, se rend à Compiègne pour négocier un armistice avec le maréchal Foch et du général Weygand. Les Français refusent tout compromis et imposent un armistice à leurs conditions, ce qui est perçu comme un véritable diktat par les autorités allemandes, qui ne peuvent néanmoins s'y opposer.
Avec l'aval de Paul von Hindenburg, le chef d'état-major allemand, Erzberger et les autres négociateurs signent donc l'armistice, qui doit entrer en vigueur le 11 novembre à 11 heures précises. Au matin du 11 novembre, Paul et son ami Katczinsky se réjouissent et font des projets pour l'après-guerre, à leur retour à la vie civile. Mais après une ultime incursion dans la ferme pour voler de la nourriture, Katczinsky est tué par le fils du fermier, qui se venge en lui tirant une balle de fusil de chasse en plein foie. Paul est quant à lui engagé, avec sa division (78e Division d'infanterie de réserve), dans une ultime offensive inutile sur les tranchées françaises du 105e RI du commandant Carrell, ordonnée en baroud d'honneur, quelques minutes avant l'entrée en vigueur de l'armistice, par le général Friedrichs qui refuse d'admettre la défaite. Transpercé par la baïonnette d'un soldat français, il meurt alors que résonnent au loin, au même instant, les clairons de l'armistice.

## Fiche technique
Sauf indication contraire, les informations mentionnées dans cette section peuvent être confirmées par la base de données cinématographiques IMDb,  présente dans la section « Liens externes ».
- Titre original allemand : Im Westen nichts Neues
- Titre original anglophone : All Quiet on the Western Front
- Titre français : À l'Ouest, rien de nouveau
- Réalisation : Edward Berger
- Scénario : Edward Berger, Lesley Paterson et Ian Stokell, d'après le roman À l'ouest rien de nouveau d'Erich Maria Remarque
- Musique : Volker Bertelmann
- Décors : Christian M. Goldbeck
- Costumes : Lisy Christl (en)
- Photographie : James Friend
- Montage : Sven Budelmann
- Production : Edward Berger, Daniel Marc Dreifuss et Malte Grunert
- Production déléguée : Daniel Brühl, Lesley Paterson et Ian Stokell
- Sociétés de production : Amusement Park (Allemagne) ; Rocket Science Industries (Royaume-Uni) et Sliding Down Rainbows (États-Unis)
- Société de distribution : Netflix
- Budget : n/a
- Pays de production :  Allemagne,  États-Unis et  Royaume-Uni
- Langues originales : allemand, français
- Format : couleur - 2,39:1 - son Dolby Atmos
- Genres : action, drame,guerre
- Durée : 147 minutes
- Dates de sortie[3] :
  - Canada : 12 septembre 2022 (Festival de Toronto)
  - Monde : 28 octobre 2022 (Netflix)
- Classification[4] :
  - Allemagne : FSK 16[5]
  - États-Unis : R

## Distribution
- Felix Kammerer (VF : Julien Crampon) : Paul Bäumer
- Daniel Brühl (VF : Jochen Hägele) : Matthias Erzberger
- Albrecht Schuch (VF : Volodia Serre) : Stanislaus « Kat » Katczinsky
- Moritz Klaus (VF : Alexandre Nguyen) : Frantz Müller
- Aaron Hilmer (de) (VF : Martin Faliu) : Albert Kropp
- Edin Hasanovic (de) (VF : Jérémie Bédrune) : Tjaden Stackfleet
- Devid Striesow (VF : Philippe Valmont) : le général Friedrichs
- Thibault de Montalembert (VF : lui-même) : le maréchal Ferdinand Foch
- Sebastian Hülk[6] : le Major von Brixdorf
- Adrian Grünewald (de) (VF : Tom Trouffier) : Ludwig Behm
- Anton von Lucke : le Hauptmann von Helldorf
- Tobias Langhoff (de) : le Generalmajor Detlof von Winterfeldt

## Production
En février 2020, le film est annoncé avec Edward Berger à la réalisation et Daniel Brühl en tant qu'acteur principal.
Le tournage débute le 9 mars 2021 à Prague, en Tchéquie,, dans les studios Barrandov pour quelques scènes telles que le train où Matthias Erzberger (Daniel Brühl) discute sur l'armistice avec le maréchal Ferdinand Foch (Thibault de Montalembert), ainsi qu'à Milovice, pour transformer l'ancienne base de l'Armée soviétique en front de l'Ouest, et dans quelques villes dans la région Bohême comme celles de Točník, Sychrov et Chotěšov pour les décors intérieurs et extérieurs du manoir du général Friedrichs (Devid Striesow). Il a également lieu en Belgique et en Allemagne jusqu'au 24 mai de la même année,.

## Accueil

### Festival et sortie
À l'ouest, rien de nouveau est présenté en avant-première au festival de Toronto, le 12 septembre 2022, avant une diffusion mondiale sur Netflix à partir du 28 octobre de la même année.

### Critiques
Sur le site Rotten Tomatoes, le film obtient un Tomatometer de 90 %, basé sur 176 critiques. Sur le site ecranlarge.com, Arnold Petit donne une note de 4⁄5 et estime qu'« en voulant trop en faire, Edward Berger finit par surcharger son récit, mais cette nouvelle adaptation en allemand du roman d'Erich Maria Remarque est aussi aboutie techniquement qu'elle est puissante ».

## Autour du film
- Le film comprend des scènes réalistes d'offensive, de bombardements et de corps-à-corps. Il montre les conditions de vie terribles dans les tranchées allemandes et françaises : froid, boue, faim, désespoir, mais aussi camaraderie et solidarité[réf. nécessaire].
- Le film alterne les scènes de combat de 1917 à 1918 et l'épisode de la signature de l'armistice du 11 novembre 1918 dans la clairière de Rethondes, en forêt de Compiègne, permettant de mettre en lumière les tensions entre les militaires et les civils, notamment Erzberger, les premiers voulant continuer à se battre tandis que les seconds préfèrent épargner des vies humaines sachant que la guerre est perdue.
- Des scènes montrent les premiers chars d'assaut français et avions de combat qui survolent les tranchées ennemies. Le char français utilisé (et dupliqué dans le film) est un Saint-Chamond M1, qui provient du musée de la ligne de démarcation de Rokycany. Le char est une reconstruction sur la base d'un BVP-1, le variant tchécoslovaque du BMP-1[14].

## Distinctions

### Récompenses
- BAFA 2023 :
  - Meilleur film
  - Meilleure réalisation
  - Meilleur scénario adapté
  - Meilleure photographie
  - Meilleur son
  - Meilleure musique de film
  - Meilleur film en langue étrangère
- Oscars 2023 :
  - Meilleurs décors et direction artistique
  - Meilleure photographie
  - Meilleure musique de film
  - Meilleur film international
- Deutscher Filmpreis 2023 :
  - Meilleur acteur pour Felix Kammerer
  - Meilleur acteur dans un second rôle pour Albrecht Schuch
  - Meilleure photographie
  - Meilleur son
  - Meilleure musique
  - Meilleur décor
  - Meilleur maquillage
  - Meilleurs effets visuels

### Nominations
- Golden Globes 2023 : meilleur film en langue étrangère
- Oscars 2023 :
  - Meilleur film
  - Meilleur scénario adapté
  - Meilleurs maquillages et coiffures
  - Meilleur son
  - Meilleurs effets visuels
- Deutscher Filmpreis 2023 :
  - Meilleur film
  - Meilleure réalisation
  - Meilleur montage
  - Meilleurs costumes